# Chauvetia brunnea
Chauvetia brunnea är en snäckart som först beskrevs av Donovan 1804.  Chauvetia brunnea ingår i släktet Chauvetia och familjen valthornssnäckor. Inga underarter finns listade i Catalogue of Life.

## Bildgalleri

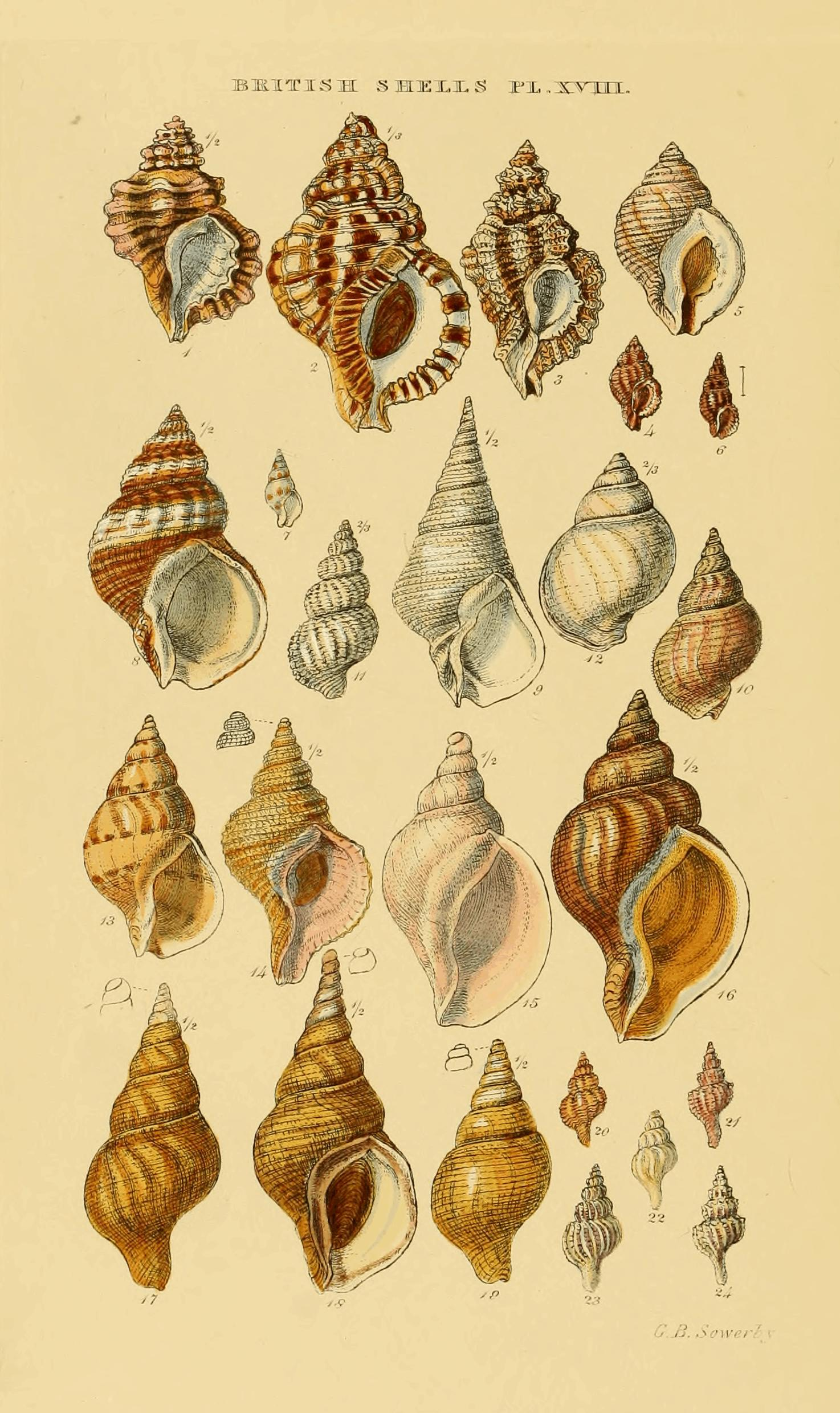